# RTL Televizija
RTL Televizija este o televiziune privată generalistă din Croația care face parte din grupul media RTL Group.